# Gwiazda Afganistanu
Gwiazda Afganistanu – polskie odznaczenie pamiątkowe przyznawane żołnierzom Sił Zbrojnych i osobom cywilnym, uczestnikom Polskiego Kontyngentu Wojskowego w Afganistanie. Jest jednym z odznaczeń wojskowych, które nadawane są w czasie pokoju.

## Utworzenie
Gwiazdę ustanowiono ustawą z dnia 14 czerwca 2007 o zmianie ustawy z dnia 16 października 1992 o orderach i odznaczeniach, razem z Wojskowym Krzyżem Zasługi, Wojskowym Krzyżem Zasługi z Mieczami, Morskim Krzyżem Zasługi, Morskim Krzyżem Zasługi z Mieczami, Lotniczym Krzyżem Zasługi, Lotniczym Krzyżem Zasługi z Mieczami oraz Medalem za Długoletnią Służbę. Zmiana została wprowadzona w życie 10 października 2007, po upływie trzech miesięcy od momentu ogłoszenia, które nastąpiło 9 lipca. Równocześnie Prezydent Rzeczypospolitej Polskiej rozporządzeniem z dnia 31 lipca 2007 zmienił rozporządzenie z dnia 10 listopada 1992 w sprawie opisu, materiału, wymiarów, wzorów rysunkowych oraz sposobu i okoliczności noszenia odznak orderów i odznaczeń. 
Zgodnie z treścią wyżej wymienionej ustawy "odznaczenia wojskowe o charakterze pamiątkowym mające w nazwie wyraz „Gwiazda” są nagrodą za nienaganną służbę w polskich kontyngentach wojskowych poza granicami państwa". W precedencji polskich odznaczeń zajmują miejsce po Medalu za Długoletnie Pożycie Małżeńskie i są najniższymi w aktualnym systemie odznaczeń państwowych. Gwiazda Afganistanu została ustanowiona rozporządzeniem Prezydenta Rzeczypospolitej Polskiej z dnia 31 lipca 2007 w sprawie nazwy, wstążki, okuć oraz wzorów rysunkowych Gwiazdy Afganistanu i Gwiazdy Iraku, które weszło w życie 1 stycznia 2008.

## Nadawanie
Gwiazdę Afganistanu nadaje i wręcza Prezydent Rzeczypospolitej Polskiej, z inicjatywy własnej, a także na wniosek ministra właściwego do spraw obrony lub ministra właściwego do spraw wewnętrznych. Prezydent ma również prawo do pozbawienia Gwiazdy osoby nią odznaczonej.
Zgodnie z zasadami nadawania mogą ją otrzymać żołnierze, policjanci, funkcjonariusze Agencji Bezpieczeństwa Wewnętrznego, Agencji Wywiadu, Służby Wywiadu Wojskowego, Służby Kontrwywiadu Wojskowego, Centralnego Biura Antykorupcyjnego, Straży Granicznej, Straży Pożarnej oraz osoby cywilne, za co najmniej jeden dzień nienagannej służby rozpoczętej w ramach Polskiego Kontyngentu Wojskowego Afganistan. Odznaczenie może zostać nadane również obywatelom innych państw współdziałających z Wojskiem Polskim.
Do 2010 r. łącznie przyznano 1015 Gwiazd Afganistanu.
Z dniem 31 grudnia 2013 nadawanie tych odznaczeń za służbę w latach 2002–2010 zostało uznane za zakończone. Zgodnie z zapisami ustawy z dnia 28 lipca 2023 nadawanie Gwiazd za operacje zakończone przed 2021 przedłużono do roku 2025.

## Wygląd
Odznaką jest 44 mm patynowany na brązowo medal w kształcie czteropromiennej gwiazdy z dwoma skrzyżowanymi mieczami, ostrzami skierowanymi ku górze, z wypukłym monogramem z liter "RP" na górnym promieniu i wypukłym umieszczonym pośrodku napisem "AFGANISTAN". Na dolnym promieniu i między górnymi promieniami znajdują się stylizowane liście wawrzynu. Rewers składa się z wypukłego, dwuwierszowego napisu "PACI SERVIO", a poniżej jest miejsce na wygrawerowanie przez odznaczonego dat służby. Odznaczenie zawieszone jest na jasnozielonej wstążce, szerokości 35 mm, z czerwonym paskiem szerokości 4 mm przez środek, mającej po bokach prążki białe szerokości 2 mm oraz wzdłuż boków, umieszczone symetrycznie, połączone prążki w barwach flagi Afganistanu: czarny, czerwony i zielony, szerokości 2 mm każdy. Udział w poszczególnej zmianie kontyngentu wojskowego oznacza się przez nałożenie na wstążkę okucia w kształcie listewki szerokości 5 mm, matowej, patynowanej na brązowo, z polerowanymi krawędziami, z umieszczoną pośrodku polerowaną cyfrą arabską, oznaczającą kolejną zmianę kontyngentu. Kolory baretki są identyczne ze wstążką odznaczenia.